# Caspar Tryller

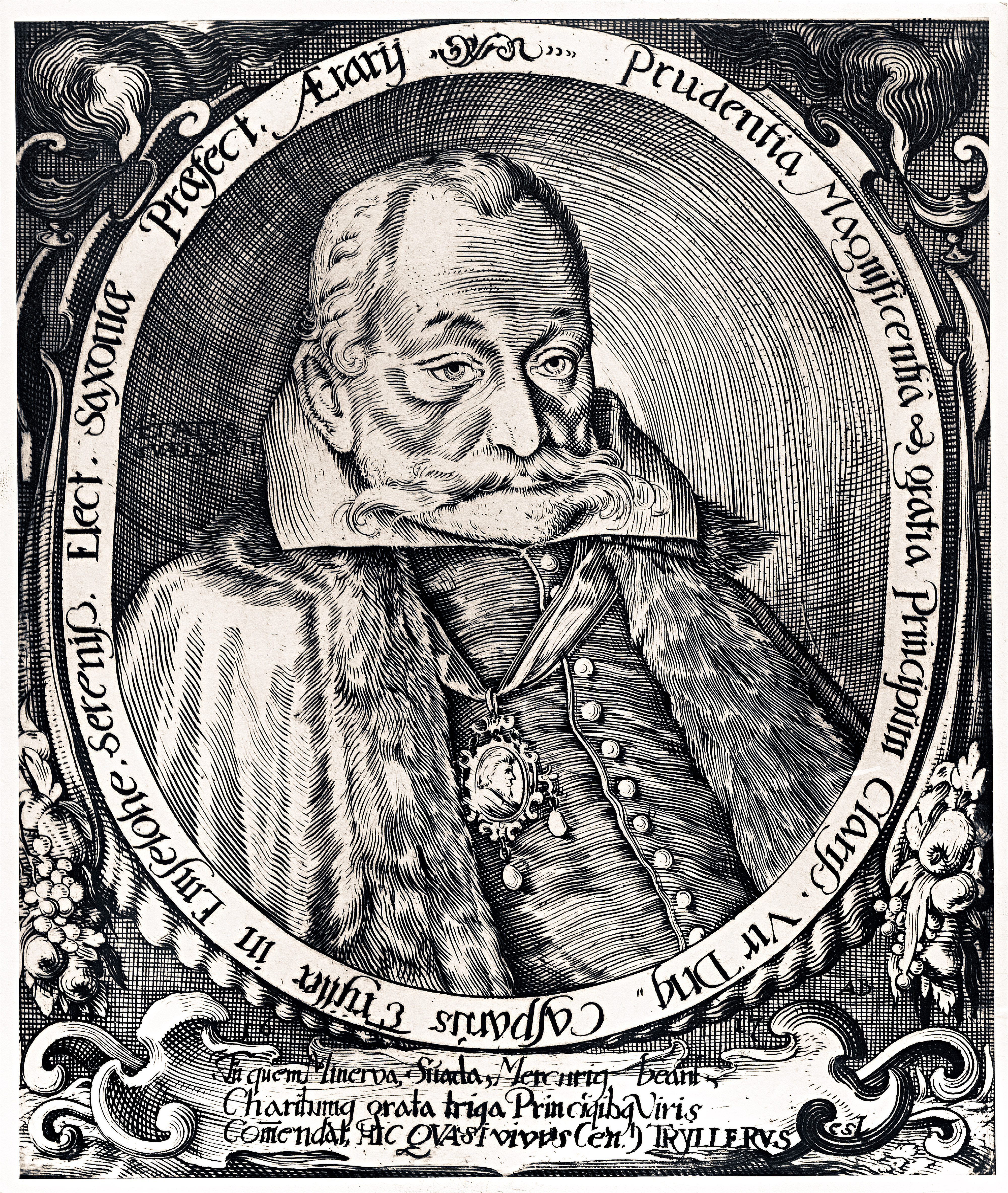
Caspar Tryller

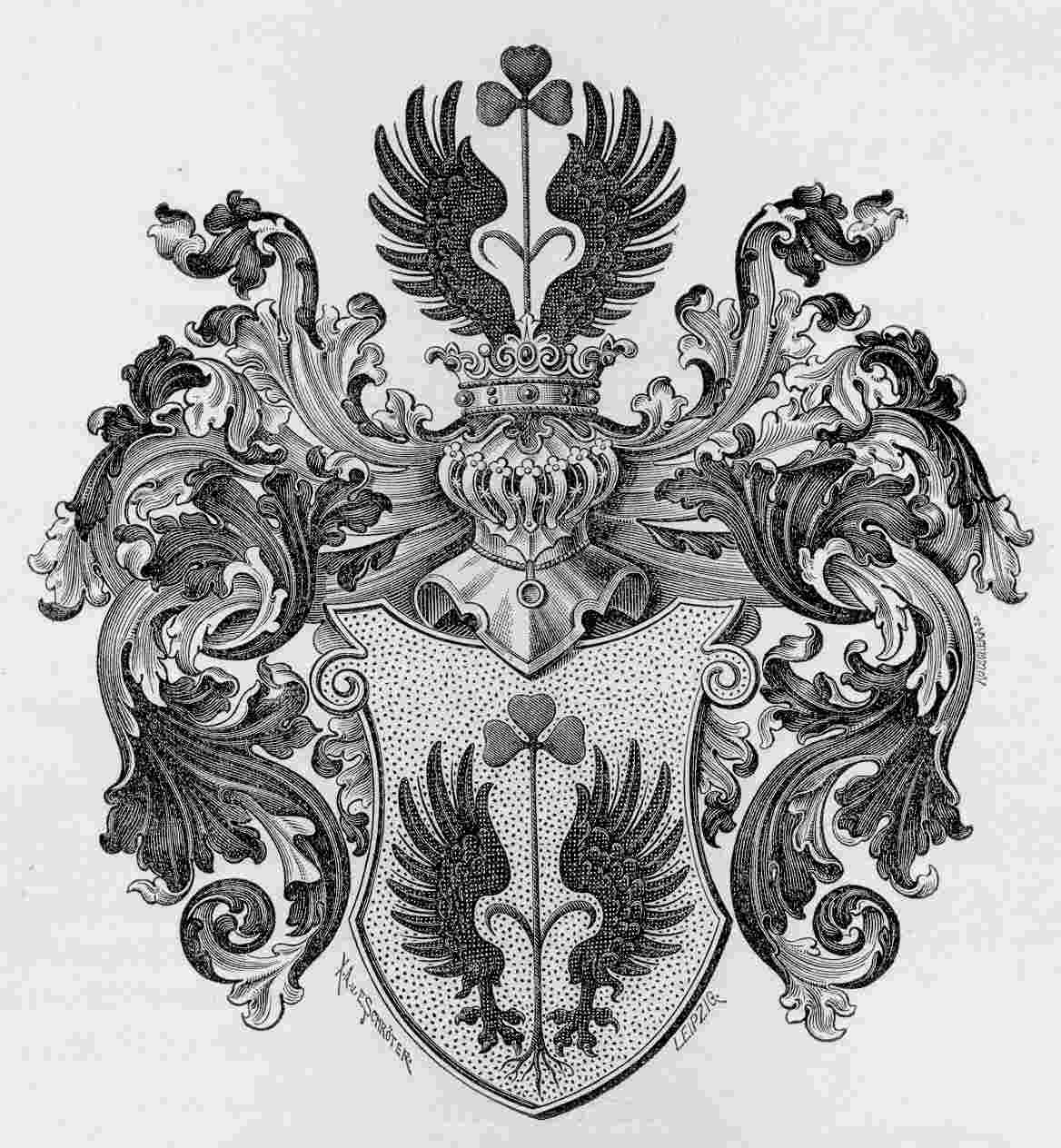
Wappen von Tryller (von Triller)

Caspar Tryller, auch Caspar Triller, (* 9. Juni 1542 in Graba; † 8. März 1625 in Sangerhausen) war ein kursächsischer Beamter und Gründer mehrerer Stiftungen.

## Leben
Nach seinem Schulbesuch in Saalfeld arbeitete der Pfarrersohn Tryller von 1559 bis 1563 als Schreiber bei Dr. Stephan Klott in Weimar. 1563 wurde er als Amtschreiber in Roda zum Notarius publicus ernannt und im Jahr darauf als Amtschreiber auf die Leuchtenburg versetzt. 1570 wurde er als Stadtschreiber nach Neustadt an der Orla berufen. Von 1571 bis 1586 war er Amtsschösser bzw. Amtmann in Sangerhausen, danach Rentmeister in Dresden und Oberaufseher der Bergwerke. Als er 1594 seines Amts enthoben wurde, zog er sich auf sein im gleichen Jahr von Burghardt Miehe erworbenes Rittergut Emseloh zurück. 1596 wurde er von der verwitweten Kurfürstin Sophie von Brandenburg als Amtmann nach Colditz berufen, 1597 mit der Verwaltung ihres gesamten Witthums betraut und blieb bis zu seinem Tod in dieser Anstellung. 1598 kaufte er den späteren Gasthof zum Mohr in Emseloh.
Für seine treuen Dienste erhielt Tryller 1588 von Kurfürst Christian von Sachsen ein Privileg, das ihn von Steuerzahlungen für seine momentanen und zukünftigen Besitzungen befreite. Dies betraf damals vor allem sein Wohnhaus am Neuen Markt in Sangerhausen, das er von 1616 bis 1622 hatte errichten lassen und heute als Neues Schloss bezeichnet wird. Gemeinsam mit seinem jüngeren Bruder Michael, der wie er bis zu seinem Tod in Sangerhausen wirkte, erhielt er am 28. Januar 1592 von Kaiser Rudolf II. den Adelstitel verliehen. Bei seinem Tod 1625 hinterließ Tryller inklusive seiner Stiftungsgelder ein Kapitalvermögen von 141.000 Gulden. Seine beiden Söhne Caspar (1569–1612), verheiratet mit Anna Buchner (1567–1600), der Tochter des Leipziger Bürgermeisters Peter Buchner, und Heinrich (1570–1614) waren vor ihrem Vater kinderlos gestorben. Tryller wurde am 20. März 1625 in der Jakobikirche in Sangerhausen beigesetzt. Sein Wandepitaph aus schwarzem Marmor stellt ihn und seine Frau lebensgroß in weißem Alabaster dar.

## Stiftungen
Am Michaelistag 1616 verpfändete Tryller 3600 Gulden an die Stadt Sangerhausen gegen die hypothekarische Verpfändung des städtischen Marstalls. Für die jährlich anfallenden Zinsen in Höhe von 216 Gulden verfügte er 1617, dass sie folgendermaßen verwendet werden sollen:
- 60 Gulden als Dotierung einer Konrektorstelle an der Saalfelder Schule (zur Hälfte zu Ostern und zu Michaelis an den Rat der Stadt Saalfeld auszuzahlen)
- 30 Gulden für die Hospitäler zu St. Gangloff und in Kieselhausen bei Sangerhausen (wöchentlich je 6 Groschen)
- 20 Gulden, die alljährlich am 9. Juni, Tryllers Geburtstag, an arme Schulknaben (bevorzugt aus Tryllers Verwandtschaft) verteilt werden sollten
- 20 Gulden dem Superintendenten in Sangerhausen
- 10 Gulden dem Diakonus zu St. Jacob in Sangerhausen
- 10 Gulden dem Pfarramtsverwalter in Sangerhausen
- 10 Gulden dem Diakonus zu St. Ullrich in Sangerhausen
- 10 Gulden dem Schulrektor in Sangerhausen
- je 6 Gulden den vier Schulkollegen und dem Küster zu St. Jacob
- 16 Gulden für ein ehrliches Convivium für die Kollatoren seiner Stiftung.

Für den Fall, dass Angehörige der Tryllerschen Familie in Not gerieten, durften die 30 Gulden für die Hospitäler zu St. Gangloff und Kieselhausen sowie die 20 Gulden für die armen Schulknaben für die bedürftigen Familienangehörigen verwendet werden.
Der kursächsischen Landesregierung überließ Tryller 5900 Gulden Kapital gegen 354 Gulden jährlichen Zins für die Einrichtung des Tryllerschen Freitischs an der Universität Leipzig. Davon waren „für alle Zeiten, und ohne je einen Zuschuß zu verlange“ 330 Gulden für jährlich 12 Studenten zu verwenden, um ihnen im Konvikt der Universität freien Tisch sowie sechs Stuben und Kammern im Collegium Paulinum zu gewähren. Die restlichen 24 Gulden sollen die Inspektoren der Stipendiaten erhalten. Die Durchführung dieser Stiftung ist bis Ende des 19. Jahrhunderts nachweisbar.
Die Stiftungsbedingungen seiner drei Stiftungen in Leipzig, Saalfeld und Sangerhausen wurden am 29. September 1617 in einer Stiftungsurkunde festgehalten.